# 那珂八幡古墳
那珂八幡古墳（なかはちまんこふん）は、福岡県福岡市博多区那珂1丁目（旧町名：那珂大字宮の脇1丁目）に所在する、古墳時代発生期・出現期の前方後円墳である。複合遺跡・那珂遺跡群の1つ。福岡市指定史跡。

## 調査
1948年（昭和23年）に、神社境内で弥生時代の銅戈鋳型が発見された。その後、1971年（昭和46年）に九州大学考古学研究室が銅戈鋳型と同時期の遺構・遺物を発見すべく発掘調査したところ、神社がある独立丘陵が帆立貝形古墳であることが判明した。この調査は、那珂遺跡群発掘調査の第1次に位置付けられている。
さらに、1985年（昭和60年）に福岡市教育委員会が市道那珂・竹下駅前線に伴う発掘調査を行なった結果、後世の改変をかなり受けているが、くびれ部が反るように広がる前方後円墳であることが判明した。また、後円部から見つかった2基の主体部のうち1基から、三角縁神獣鏡などの初期古墳に典型的な遺物が出土した。

## 位置
福岡平野の中央に位置し、東の御笠川、西の那珂川に挟まれた平野上の丘陵にある。また、両河川は当時大きな入り江となっていたと推定されることから、当時は、入り江に半島状にせり出した丘陵の上に古墳が位置していたと考えられる。

## 墳丘
墳丘は、長さ約75メートル、後円部の直径約48メートルを測る。墳丘そのものは、墳丘裾が鎌倉時代からの現代の住宅地造成、さらに太平洋戦争中の防空壕の設置によって削平されていたが、後円部は神社の社殿が立地することからも良好に残っていた。一方の前方部は、大部分が那珂保育園（調査当時、現在は福岡市教育委員会埋蔵文化財課那珂整理室が立地）によって、大部分が削平されている。発掘調査で見つかった墳丘から、正円形でない後円部やくびれ部の広がり方は、箸墓古墳と同じ撥形になる、発生期・出現期古墳の典型的な姿を示している。
江戸時代に編纂された『筑前國続風土記拾遺』に「三方に隍（カラボリ）あり」という記述がある点、昭和20年代までは、丘陵の周りが窪み状になっておりゴミ捨て場となっていたという記録から、周溝を有していたと考えられる。周溝からは鎌倉時代の土師器・青磁・石鍋・瓦が出土している。このほか、墳丘・周溝の下からは弥生時代後期の掘立柱建物・竪穴建物・井戸が検出され、墳丘の南側からは古墳時代後期から奈良時代にかけてのものと推定される甕棺墓が検出されている。

## 埋葬主体
主体部は後円部墳頂から2基が検出された。この内、墳頂中心部にあり、古墳造営当初の埋葬主体と考えられる1号主体部は大部分が社殿の真下にあるため、規模・副葬品は未だ不詳である。1号主体部の北側に位置した2号主体部も、一部が社殿の真下にあったが、長さ2.3メートルというさほど長大ではない割竹形木棺を石槨を造らず墳丘に直接埋葬した直葬形式をとっていることが確認されている。木棺内の土倉からは朱などが検出され、棺内から三角縁神獣鏡と勾玉・管玉・ガラス製小玉が出土し、棺掘り方からは赤色顔料が塗布された土師器の高坏が出土した。
出土した三角縁神獣鏡は直径約21.8センチメートルの三角縁五神四獣鏡で、同笵鏡が京都府椿井大塚山古墳、岡山県岡山市湯迫車塚古墳から出土しており、また伝奈良県奈良市富雄丸山古墳出土品やアメリカフリーア美術館所蔵品が知られている。鏡面とチュウの部分に繊維が残っており、鏡面の繊維は平絹、チュウの繊維は荢麻であることが判明し、絹布に包まれた状態で副葬されたと考えられている。

## 被葬者
古墳の被葬者は、当時この地を支配した首長であり、両河川即ち福岡平野全体を支配した北九州の中小首長であると考えられている。大和の発生期・出現期の前方後円墳と比べ規模は格段の差があるが、同じ時期のものと推定され、初期ヤマト政権との関係が注目される。